# Stranger in a Strange Land
Stranger in a Strange Land é um romance de ficção científica de 1961, escrito por Robert A. Heinlein e vencedor do Prêmio Hugo de 1962. Nele, é contada a história de Valentine Michael Smith, um humano criado pelos habitantes do planeta Marte, até seu retorno à Terra no início da idade adulta. O romance explora sua interação com — e eventual transformação da — cultura terrestre. O título da obra refere-se ao livro bíblico do Êxodo.  De acordo com Heinlein em Grumbles from the Grave, o título de trabalho do romance era The Heretic ("O Herético"). Várias edições posteriores do livro o promoveram como "o mais famoso romance de ficção científica jamais escrito."
Quando Heinlein acabou de escrever Stranger, seus editores na Putnam exigiram que ele reduzisse drasticamente as 220.000 palavras do original e removesse algumas cenas que poderiam ser consideradas excessivamente chocantes na época. A versão editada resultante tinha cerca de 160.000 palavras quando foi finalmente publicada em 1961. Em 1962, esta versão recebeu o Hugo Award de Best Science Fiction Novel of the Year ("Melhor Romance de Ficção Científica do Ano"). Após a morte de Heinlein em 1988, sua esposa Virginia conseguiu fazer com que a versão original sem cortes do manuscrito fosse publicada em 1991 pela Ace/Putnam. Os críticos discordam se o manuscrito original, preferido por Heinlein, é de fato melhor do que a primeira versão publicada, cuja edição deixou de fora vários trechos do manuscrito. Existe uma contenda similar em torno das duas versões de outra obra de Heinlein, Podkayne of Mars.
Strange tornou-se um sucesso instantâneo entre os leitores de ficção científica e nos seis anos seguintes ao lançamento, o boca-a-boca fez com que as vendas não parassem de crescer, exigindo que fossem feitas várias reimpressões pela Putnam. Em língua inglesa, o romance nunca deixou de ser reeditado desde 1961, e eventualmente tornou-se um cult, atraindo muitos leitores que não tinham o hábito de ler obras de ficção científica. A contracultura de fins da década de 1960, popularizada pelo movimento hippie, foi influenciada por seus temas de liberdade individual, auto-responsabilidade, liberdade sexual e a influência da religião organizada na cultura e governo humanos, e adotou o livro como uma espécie de manifesto.
Em 1962, Tim Zell (agora Oberon Zell-Ravenheart) e outros, fundaram uma organização religiosa neo-pagã denominada Church of All Worlds (Igreja de todos os mundos) , inspirada pela religião fundada pelos personagens principais do romance, mas exceto por uma correspondência (a longa carta dirigida a Zell aparece como uma carta a "um Fan" nos trechos finais de Grumbles from the Grave) e por uma assinatura paga da Green Egg, a revista da igreja, durante os anos 1970 (pois Heinlein recusava receber uma assinatura gratuita), Heinlein jamais teve qualquer conexão com o projeto.

## Resumo do enredo
É a história da adaptação de uma pessoa educada em Marte a, e a sua compreensão de, os seres humanos e a cultura humana, a qual é retratada como uma versão ampliada do consumismo e da obsessão mediática vigentes nos EUA durante o século XX.
Valentine Michael Smith é o filho de dois astronautas da malfadada primeira expedição da humanidade ao planeta Marte. Deixado órfão após a morte de toda a tripulação, Smith foi criado em meio à cultura dos habitantes nativos do planeta — seres assexuados cujas mentes vivem num mundo alternativo, dotados de grande poder e de grande conhecimento.
Após a chegada duma bem-sucedida segunda expedição ao planeta vinte anos depois, Smith é descoberto pelos astronautas e levado "de volta para casa" à Terra. Ele tem uma grande importância para o governo: ele pode servir como ponte cultural entre humanos e marcianos durante a colonização de Marte; e ele é, em virtude de vereditos passados da jurisprudência internacional, herdeiro dos seus falecidos pais, herdeiro dos demais falecidos membros da primeira expedição a Marte, e potencialmente único herdeiro e soberano de todo o planeta Marte. Isso o torna um joguete nas mãos de interesses poderosos.
Visto que ele é fisicamente fraco e é oprimido pela atmosfera densa e pela gravidade pesada da Terra, ele fica confinado sob observação no Hospital Bethesda. Além disso, visto que durante seus vinte anos em Marte ele jamais viu uma mulher, Smith é poupado de qualquer choque ao ser atendido somente por homens no hospital. Encarando isso como um desafio, a enfermeira Gillian Boardman dá a volta aos guardas para dar uma olhada em Smith. Ao travar contato com ele, ela inadvertidamente se torna a sua "irmã d'água" ao compartilhar um copo de água com ele. Para ele, que cresceu segundo os costumes de Marte, onde a água é escassa, isso selou um vínculo sagrado entre os dois.
Gillian conta ao repórter investigativo Ben Caxton sobre o seu encontro com Smith. Caxton lhe promete não ir aos jornais com a história, mas resolve tirar Smith do hospital e das mãos do governo. Caxton falha e é pego pela polícia secreta. Nos dias seguintes, o governo forja o desaparecimento do Homem-de-Marte. Gillian desconfia do desaparecimento de Caxton e, antes que o governo aja, ela surrupia Smith para fora do hospital. Durante a fuga, eles enfrentam dois brutamontes da polícia secreta, e é aí que Smith revela os dons que lhe deram os marcianos — como num passe de mágica, ele faz desaparecer os dois agentes quando eles estavam prestes a esbofetear Gillian. Eles prosseguem até a casa de Jubal Harshaw, um advogado, médico, escritor e amigo de Caxton. Lá, eles encontram asilo e auxílio. Harshaw monta um bem-sucedido plano para impedir que eles fossem todos presos e para reaver Caxton.
Smith demonstra habilidades psíquicas inteligência superhumana, e ao mesmo tempo uma ingenuidade infantil. Quando Jubal tenta lhe explicar o que é religião, Smith entente o conceito de Deus somente como "alguém que groka", o que inclui cada pessoa, planta e animal vivente. Isto o leva a expressar o conceito marciano da singeleza da vida na frase "Tu és Deus". Devido à sua educação alienígena, muitos conceitos humanos — tais como guerra, vestimenta, e inveja — lhe escapam, enquanto que a ideia da vida após a morte lhe é certa e concreta, pois o governo marciano se compõe de "Anciãos", os espíritos dos marcianos que já morreram. Em Marte também é tradicional que os amados e os amigos de um falecido comam o seu corpo numa espécie de Eucaristia.
Harshaw termina por negociar um acordo o qual inclui liberdade para Smith, e reconhecimento de a lei humana, segundo a qual a posse de Marte seria de Smith, não se aplica no caso de um planeta onde já habitam seres inteligentes.
Agora livre para viajar, Smith se torna uma celebridade, recebendo centenas de cartas todos os dias, inclusive cartas-bomba. Certo dia, ele tem a revelação de se tornara um homem, e resolve deixar a hospitalidade de Harshaw para explorar o mundo acompanhado de Gillian. Os dois amantes se juntam ao circo, depois viajam para Las Vegas, depois para São Francisco. Smith está se sentindo frustrado porque enquanto Gillian cada dia aprende mais sobre a língua marciana e sobre os poderes psíquicos marcianos, ele não consegue grokar os seres humanos. Numa visita ao zoológico, uma cena entre os macacos desperta uma revelação em Smith sobre a raça humana. A partir disso, ele cria a Igreja de Todos os Mundos, a qual ensina aos seus membros como superar o sofrimento por meio de um sincretismo religioso ensinado por Smith na língua marciana. Através dessa disciplina, os membros ganham os mesmos poderes psíquicos de Smith.
Os ensinamentos não-ortodoxos e o caráter secretivo da igreja antagoniza as autoridades, a mídia e as outras religiões. A chamada seita fosterita eventualmente queima e põe abaixo a igreja com alguns membros ainda dentro. Smith já esperava algo assim, e prontamente teletransportou todos para um lugar seguro. Smith dá então mostras públicas dos seus poderes. O seu esconderijo final é descoberto. Enquanto uma multidão se reúne do lado de fora, o Homem-de-Marte tem uma última conversa com o seu mentor, Harshaw. Harshaw reaviva nele a esperança de que a humanidade pode ser salva. Smith então lhe dá adeus e caminha na direção da multidão. Ele discursa sobre a verdade e os benefícios da sua disciplina, mas a multidão o apedreja, mutila, pisa e queima enquanto ele repete "meus irmãos, amo-vos tanto" até o fim.
Smith é explicitamente retratado como um moderno Prometeu, e implicitamente como uma figura messiânica; no final do livro, uma interpretação é de que ele é na realidade o arcanjo Miguel, que assumiu forma humana (Michael é Miguel em inglês). O livro termina com Smith promovido para um outro plano da existência, similar ao Paraíso.

## Personagens
- Tripulantes do Envoy (Enviado), a primeira tentativa humana de chegar à Marte. A nave sobrevive à viagem, mas então cessa transmissão, e o que lhes reservou o destino não se sabe pelos próximos 20 anos;
  - Mary Jane Lyle Smith — electricista. Antes de partir da Terra, ela patenteia uma tecnologia, placed in trust, which was subsequently developed into the Lyle Drive, the principal form of spaceship propulsion. Mãe biológica de Valentine Michael Smith, que legalmente possui a fortuna acumulada dos lucros das vendas da invenção dela;
  - Dr. Ward Smith — médico de bordo e legalmente pai de Valentine Michael Smith;
  - Capitão Michael Brant — capitão e pai biológico de Valentine Michael Smith;
- Valentine Michael Smith — conhecido como Michael Smith, ou só "Mike", o "Homem-de-Marte", criado em Marte no intervalo entre o pouso da nave de seu pai, o Envoy, e a chegada da segunda expedição, o Champion (Campeão); tendo por volta de 20 anos quando chega o Champion e é levado de volta para a Terra;
- Oficiais do Champion. Estas pessoas se tornaram "irmãos-d'água" de Mike ou em Marte ou durante a viagem de volta;
  - Capitão van Tromp;
  - Dr. Mahmoud — semanticista, de descendência árabe, e um muçulmano devoto; é o segundo ser humano (seguido de Mike) a aprender a língua marciana;
  - Dr. Sven Nelson — médico de bordo e médico pessoal de Mike no Centro Médico Bethesda até abandonar o caso em confrontação ao Secretário-geral (veja abaixo);
- Oficiais governamentais — vários oficiais do governo tem papéis importantes no início da história;
  - Secretário-geral Joseph Douglas (alcunha "Joe Douglas") — líder da Federação de Estados Livres, a qual se desenvolveu indiretamente a partir das Nações Unidas em um verdadeiro governo mundial;
  - Gil Berquist — assistente do Secretário Douglas. Mike faz com que ele e um policial desapareçam durante uma confrontação em que Jill fica em perigo (veja abaixo);
  - Alice Douglas — por vezes chamada de "Agnes", esposa de Joe Douglas. Não participa do governo, porém, como primeira-dama, ela dá ordens a seu marido e à equipe secretarial. Ela frequentemente consulta uma astróloga ao fazer grandes decisões. Implica-se que ela é uma agente da mesma organização pós-vida na qual mais tarde se acham Foster, Digby, e Mike, e que o seu nome real é Agnes;
  - Jim Sanforth — secretário-de-imprensa de Douglas;
  - Deputado Kung — de facto líder da Coalizão Oriental, um bloco político da oposição a Douglas na Federação;
  - Senador Tom Boone — além de ser um político, ele é um membro sênior da Igreja Fosterita da Nova Revelação, e deseja tanto a riqueza quanto o prestígio que viriam caso Mike aderisse à sua fé;
- Becky Vesey (nome artístico, Madame Alexandra Vesant) — astróloga da esposa de Douglas, e posteriormente membro da Igreja de Todos os Mundos criada por Mike. Quando Harshaw (veja abaixo) tem uma súbida necessidade urgente de contatar Douglas, ele provê uma maneira mesmo quando todos os canais oficiais se mostraram impassáveis;
- Gillian (Jill) Boardman — enfermeira em Bethesda, a primeira mulher da Terra a se tornar uma "irmã-d'água" de Mike;
- Ben Caxton — jornalista investigativo e namorado de Jill. Ele a faz saber da situação legal de Mike (posse em potencial de faustosa riqueza e até do próprio planeta Marte, pelo menos de acordo com as leis da Federação se não de acordo com os marcianos), e a persuade a pôr uma escuta eletrônica na suite hospitalar de Smith, revelando que Douglas estava tentando defraudar Smith da sua riqueza e poder;
- James Cavendish — uma Justa-testemunha empregada por Ben numa tentativa de expôr um Homem-de-Marte farsante mostrado em stereovisão. Justas-testemunhas são parte duma instituição jurídica criada para prover observações imparciais e acuradas de situações legais potencialmente contenciosas. Fora Cavendish, Anne (veja abaixo) é também uma Justa-testemunha.
- Jubal Harshaw — escritor popular, advogado, doutor, atualmente semi-aposentado numa casa nos Poconos, ao noroeste da Filadélfia, Pensilvânia. Não é revelada a idade de Harshaw, mas é de pelo menos 80 segundo indicações indiretas. Quando Ben Caxton desaparece, Jill leva Mike até ele quando é ameaçada pelo governo. Ele salva a vida de Mike e se torna o seu mentor;
- Anne — (sobrenome desconhecido) a mais velha e a mais alta das três secretárias de Harshaw. Ela tem as prerogativas e as habilidades de uma Justa-testemunha (veja Cavendish acima);
- Miriam — secretária de Harshaw;
- Dorcas — a terceira secretária. Casa-se com Dr. Mahmoud;
- Larry e Duke — dois homens que Harshaw emprega para manter os eletrônicos da sua residência, para evitar que técnicos de manutenção estranhos perturbem a sua privacidade;
- Patricia ("Pat") Paiwonski — artista circense que Mike e Jill encontram enquanto Mike trabalha como mágico num pequeno circo itinerante. Adora cobras, especialmente pítons. Seu corpo é completamente coberto de tatuagens;
- Anjos — proveem comentários e agem à parte dos seres humanos and act quite apart from the humans. No fim do livro, uma das personagens se torna um anjo;
  - Foster — fundador da Igreja Fosterita da Nova Revelação. Torna-se um anjo ao morrer;
  - Digby — Supremo-bispo Digby, sucessor de Foster na Igreja Fosterita. Torna-se também um anjo;

No prefácio do livro reimpresso, Virginia Heinlein, esposa ao autor, escreve
| “ | Os prenomes das personagens principais são de grande importância para o enredo. Eles foram cuidadosamente escolhidos: Jubal significa "o pai de todos"; Michael significa "quem é como Deus". | ” |

## Justa-testemunha
Justa-testemunha é uma profissão fictícia inventada no livro. Uma Justa-testemunha é um indivíduo treinado para observar eventos e reportá-los exatamente como os vê ou ouve, sem fazer extrapolações ou hipóteses a priori. Uma memória eidética (a habilidade de recordar imagens, sons ou objetos de cor e com extrema exatidão e em abundante volume de detalhes), ou memória fotográfica, é um requisito para este serviço, e pode ser adquirido de nascença ou através de treino e hipnose.
Na sociedade criada por Heinlein, uma Justa-testemunha é uma fonte de informações de muito crédito e bem reputada. De costume, quando uma Justa-testemunha assume um serviço profissional, ela usa uma distinta toga branca, não se pode dirigir a ela diretamente, e se aconselha que todos os demais ajam como se ela ali não estivesse.
A personagem Jubal Harshaw emprega uma Justa-testemunha, Anne, como uma das suas secretárias. Em contraste com as demais, ela não usa nenhuma aparelhagem para registrar as palavras que Jubal dita ao criar um novo livro. Ela é capaz de acompanhar várias histórias ao mesmo tempo, apesar de Jubal costumar pular duma história a outra.
Apesar da superficialmente similar profissão de Mentat em Duna, de Frank Herbert, Justas-testemunhas são proibidas de tirar conclusões a partir do que observam. Como demonstração, Harshaw pede que Anne descreva a cor duma casa distante. Ela responde, "ela é branca no lado de cá". Harshaw explica que ela não assume conhecer a cor dos outros lados da casa sem poder vê-los. Além disso, após observar um outro lado da casa, ela não assumiria que os lados que ela viu antes ainda estão da mesma cor, mesmo que por uma diferença de poucos minutos.
Quando Ben Caxton decide fazer algo que pode resultar em litígio — isto é, acusar um oficial do governo de pôr um ator no lugar do real Valentine Michael Smith numa entrevista televisionada — ele contrata uma altamente respeitada Testemunha, James Oliver Cavendish, para recordar de tudo o que visse, e assim assegurar que Ben não seja acusado de difamação. Eles visitam o suposto Homem-de-Marte numa suíte hospitalar na esperança de determinar se ele é realmente o próprio ou apenas um ator que assumiu a personagem de Smith na noite anterior. Dada a ética profissional de Cavendish, ele não sugere a Caxton durante a visita um meio certo de provar se o paciente é o real Smith &mdash Smith, que nunca usara sapatos em Marte, nem estivera a andar sob gravidade terrestre, não deveria ter os calos dum terráqueo comum. Quando saem do hospital, ele afinal faz a sugestão, mas é agora inútil pois não podem lá retornar.

## Significado e crítica literários
Como muitas obras literárias influentes, Stranger fez uma contribuição à língua: especificamente, a palavra "grokar". Na línguagem marciana fictícia, "grokar" literalmente significa "beber" e figurativamente, "entender completamente", "amar", "unir-se a", "fazer comunhão com". Esta palavra rapidamente se tornou um termo comum entre fans de ficção científica, hippies, e hackers de computação, e desde então entrou no Oxford English Dictionary dentre outros. Heinlein escreveu a maior parte do livro em forma de diálogo, frequentemente contendo longos monólogos; há só umas poucas páginas narrativas que afiguram o estado corrente do mundo durante o desenrolar do enredo.
Um elemento central da segunda metade do livro é o movimento religioso fundado por Smith, a "Igreja de Todos os Mundos". Esta igreja é semelhante aos mistérios da Grécia Antiga, misturando elementos de paganismo e revivalismo com treinamento psíquico e instrução na língua marciana. Em 1968, Oberon Zell-Ravenheart (então chamado Tim Zell) fundou realmente uma "Igreja de Todos os Mundos", uma religião neopagã de vários modos modelada na organização fictícia de Stranger in a Strange Land. Esta via espiritual inclui várias ideias do livro, inclusive poliamor, estruturas familiares não-convencionais, libertarianismo social, rituais de comunhão d'água, uma aceitação de que todas as vias religiosas seguem uma tradição comum, e o uso de termos diversos tais como "grokar", "tu és Deus", e "que você jamais tenha sede" — todos tirados do livro. Embora Heinlein não tenha feito parte dessa igreja, houve uma correspondência regular entre Zell e Heinlein, e ele era também um assinante pago da revista da igreja, Green Egg.[carece de fontes?] Essa igreja ainda existe na California, com membros pelos mundo todo, e permanece ativa na comunidade neopagã.
Stranger foi escrito em parte como uma tentativa deliberada de desafiar a moral social. No curso da história, Heinlein usa a perspectiva aberta e imparcial de Smith para reavaliar instituições tais como religião, dinheiro, monogamia, e o medo da morte. O livro foi completado dez anos depois de Heinlein havê-lo (contrário ao seu costume) esquemetizado em detalhe. Ele escreveu mais tarde, "Não tinha pressa de acabá-lo, pois não poderia ser publicado comercialmente até que a moral do público houvesse mudado. Percebi as mudanças e acabou que eu havia esperado o tempo certo".
No livro há uma descrição duma cama d'água, uma invenção que veio ao mundo real em 1968. Charles Hall, que trouxe um desenho duma cama d'água a um escritório de patentes dos Estados Unidos, teve seu pedido de patente recusado em virtude das descrições feitas por Heinlein em Stranger e em outro livro, Double Star.
Diz-se que Heinlein deu o nome "Smith" à sua personagem principal por causa dum discurso que fizera numa convenção de ficção científica em relação aos nomes impronunciáveis comumente dados a extraterrestres fictícios. Após descrever a importância de se estabelecer uma diferença dramática entre seres humanos e seres alienígenas, Heinlein concluiu, "E mais, quem jamais ouviu falar de um marciano chamado Smith?" ("Um marciano chamado Smith" foi o título temporário usado por ele enquanto escrevia a história e o título do roteiro que Harshaw começa a escrever no final.)